# Erik Sørensen Vin
Erik Sørensen Vin er en mellemstor dansk vinimportør.
Erik Sørensen grundlagde firmaet i Hellerup i 1956, hvor der stadig er butik, hovedsædet er beliggende i Kokkedal.